# Тодор Петров (български историк)
Вижте пояснителната страница за други личности с името Тодор Петров.
Тодор Петров е български историк, специалист по нова история на България.

## Биография
Тодор Петров е роден в град Разград. Завършва история в Софийския университет и работи последователно в Националния военноисторически музей, Института за военна история и Военната академия „Георги Раковски“. Членува в Македонския научен институт, Тракийския научен институт и Военноисторическата комисия. Редактор е на „Военноисторически сборник”, „Военен журнал” и Годишник на Военноморския музей – Варна.